# Ay, la vida
"Ay, La Vida" es el noveno disco del cantautor cubano Santiago Feliú. Y fue lanzado en 2010.

## Lista de canciones
1. Ay, La Vida
2. Sostener Mi Amor (con Silvio Rodríguez)
3. Demasiado Amar
4. Otras Cosas Que También
5. Planeta Cuba (con Yusa)
6. La Canción y Yo
7. Marionetas de Cupido (con Haydée Milanés)
8. De Lo Nunca Más
9. Descerebrándome el Corazón
10. Los Ángeles de Mí (con Haydée Milanés)
11. Sin Tanta Soledad (con Melvis Santa)
12. Resumiendo

## Letras
- Ay, La Vida

La vida es otra cosa,
si con las mismas ganas...
te la sucedes, sin esperar más nada.
La vida es diferente
si la paciencia gana...
cuando la soledad, colma la soledad.
La vida es otro cuento,
sí, entonces de momento...
lo sacas todo, como te ocurre dentro...
Son unos pocos días,
prestados por el tiempo...
la suma de restar,
las cicatrices de los más tristes momentos.
La vida es una sola,
entre todas las vidas...
una esperanza gris, un pestañear y un beso.
Una melancolía,
un niño de regreso,
la vida siempre así,
que te pudiera yo decir más de la vida.
La vida es más que menos,
si se descubre a tiempo,
que todo lo tremendo y lo
terrible de estos días...
son las venas del recuerdo.
La vida es cuanto pasa,
mientras planificamos...
la vida por delante, lo que nos pasara
si nos quedamos o nos vamos.
La vida es el milagro, sinceramente amado...
la culpa de morirse, las
mentiras, las verdades
que nos quedan de este lado...
La vida de imprevista,
sencilla y complicada... absurda y egoísta...
amorosa, inteligente,
extraordinaria y desalmada.
La vida es suficiente,
si entonces no se acaba...
cuando se halló el final...
donde se encuentran el pasado con la nada.